# Arturo Gallea
Arturo Gallea est un directeur de la photographie italien, né le 18 septembre 1895 à Turin (Piémont), mort le 20 septembre 1959 à Rome (Latium).

## Biographie
Arturo Gallea est chef opérateur sur cent-dix-huit films italiens (y compris quelques coproductions), dont une vingtaine muets, sortis entre 1916 et 1958.
Parmi ses films notables, mentionnons Le Mariage de minuit de Mario Soldati (1941, avec Alida Valli et Massimo Serato), Le Cheik blanc de Federico Fellini (1952, avec Alberto Sordi et Giulietta Masina), Deux Sous d'espoir de Renato Castellani (1952, avec Maria Fiore), ou encore Pain, Amour et Fantaisie de Luigi Comencini (1953, avec Vittorio De Sica et Gina Lollobrigida).
En outre, expériences restées uniques, il est acteur de Fantasia bianca (1919), réalisateur de Contessina (1925), producteur de La locandiera (1929), et enfin scénariste de Tutto per la donna de Mario Soldati (1940) — les trois derniers films, également chef opérateur —.   
Deux sous d'espoir lui permet de gagner en 1952 le ruban d'argent de la meilleure photographie (film obtenant de plus la Palme d'or la même année au Festival de Cannes).

## Filmographie partielle
(films italiens, comme directeur de la photographie, sauf mention complémentaire)
- 1917 : La crociata degli innocenti d'Alessandro Blasetti, Gino Rossetti et Alberto Traversa
- 1919 : Te lo dirò domani de Gian Paolo Rosmino
- 1925 : Contessina (+ réalisateur)
- 1934 : La Prisonnière des ténèbres (La cieca di Sorrento) de Nunzio Malasomma (+ directeur de production)
- 1935 : Fiat voluntas Dei (it) d'Amleto Palermi
- 1935 : Don Bosco (it) de Goffredo Alessandrini
- 1936 : Sette giorni all'altro mondo de Mario Mattoli
- 1936 : Musica in piazza de Mario Mattoli
- 1936 : Les Deux Sergents (I due sergenti) d'Enrico Guazzoni
- 1936 : L'uomo che sorride de Mario Mattoli
- 1936 : L'albero di Adamo (it) de Mario Bonnard
- 1937 : Nina, non far la stupida (it) de Nunzio Malasomma
- 1938 : La dama bianca de Mario Mattoli
- 1938 : Sous la Croix du Sud (Sotto la croce del sud) de Guido Brignone
- 1939 : Il documento (it) de Mario Camerini
- 1939 : Les Robinsons de la mer (Piccoli naufraghi) de Flavio Calzavara
- 1939 : La Folle Aventure de Macario (Imputato, alzatevi !) de Mario Mattoli
- 1939 : La mia canzone al vento (it) de Guido Brignone
- 1939 : Marionette de Carmine Gallone
- 1939 : Ai vostri ordini, signora de Mario Mattoli
- 1939 : Eravamo sette sorelle de Nunzio Malasomma
- 1940 : Une aventure romantique (Una romantica avventura) de Mario Camerini
- 1940 : Tutto per la donna de Mario Soldati (+ scénariste)
- 1940 : Dette d'honneur (it) (La gerla di papà Martin) de Mario Bonnard
- 1940 : Ricchezza senza domani (it) de Ferdinando Maria Poggioli
- 1941 : Le Mariage de minuit (Piccolo mondo antico) de Mario Soldati
- 1941 : L'ultimo ballo de Camillo Mastrocinque
- 1941 : La bocca sulla strada de Roberto Roberti
- 1941 : Lumières dans les ténèbres (Luce nelle tenebre) de Mario Mattoli
- 1941 : Sa vieille maman (Mamma) de Guido Brignone
- 1941 : La forza bruta de Carlo Ludovico Bragaglia
- 1942 : Gelosia de Ferdinando Maria Poggioli
- 1942 : Jour de noces (Giorno di nozze) de Raffaello Matarazzo
- 1942 : Gioco pericoloso de Nunzio Malasomma
- 1942 : Turbamento de Guido Brignone
- 1942 : L'Ombre du passé (Una storia d'amore) de Mario Camerini
- 1942 : La regina di Navarra de Carmine Gallone
- 1943 : Sogno d'amore de Ferdinando Maria Poggioli
- 1943 : Je t'aimerai toujours (T'amerò sempre) de Mario Camerini
- 1944 : Il cappello di prete de Ferdinando Maria Poggioli
- 1944 : L'Homme à femmes (Sorelle Materassi) de Ferdinando Maria Poggioli
- 1945 : Le sbaglio di essere vivo de Carlo Ludovico Bragaglia
- 1946 : Il mondo vuole così de Giorgio Bianchi
- 1947 : L'Enfer des amants (Il cavaliere del sogno) de Camillo Mastrocinque
- 1947 : Il vento mi ha cantato una canzone de Camillo Mastrocinque
- 1947 : La traviata (La signora dalle camelie) de Carmine Gallone
- 1949 : Addio Mimí ! de Carmine Gallone (film américano-italien)
- 1949 : Gian le contrebandier (Gente così) de Fernando Cerchio
- 1949 : J'étais une pécheresse (Ho sognato il paradiso) de Giorgio Pàstina
- 1950 : Vulcano de William Dieterle
- 1951 : Les Volets clos (Persiane chiuse) de Luigi Comencini
- 1952 : Deux Sous d'espoir (Due soldi di sperenza) de Renato Castellani
- 1952 : Le Cheik blanc (Lo sceicco bianco) de Federico Fellini
- 1952 : Solo per te Lucia de Franco Rossi
- 1953 : Pain, Amour et Fantaisie (Pane, amore e fantasia) de Luigi Comencini
- 1953 : Fille d'amour (Traviata '53) de Vittorio Cottafavi
- 1953 : Le Marchand de Venise de Pierre Billon (film franco-italien)
- 1954 : Le Prince au masque rouge (Il cavaliere di Maison Rouge) de Vittorio Cottafavi
- 1954 : Le Fils de Lagardère (Il figlio di Lagardère) de Fernando Cerchio (film franco-italien)
- 1954 : Repris de justice (Avanzi di galera) de Vittorio Cottafavi
- 1955 : La Veuve (La vedova X) de Lewis Milestone (film franco-italien)
- 1955 : La Belle de Rome (La bella di Roma) de Luigi Comencini
- 1956 : La trovatella di Milano (it) de Giorgio Capitani
- 1957 : Aphrodite, déesse de l'amour (La Venere di Cheronea) de Fernando Cerchio et Victor Tourjanski

## Récompense
- Ruban d'argent de la meilleure photographie en 1952, pour Deux Sous d'espoir.